# Anisolabididae
Famille
Synonymes
- Carciniphoridae Popham, 1965[2]
- Carcinophoridae Hincks, 1954[2]

Les Anisolabididae,  Anisolabididés en français, forment une famille d'insectes, assignée à l'ordre des Dermaptères. Cette famille a été décrite en 1902 par le zoologiste allemand Karl Wilhelm Verhoeff.

## Liste des sous-familles
Selon BioLib (14 février 2019) :
- sous-famille des Anisolabidinae Verhoeff, 1902
- sous-famille des Antisolabidinae
- sous-famille des Brachylabidinae
- sous-famille des Isolabidinae
- sous-famille des Parisolabidinae
- sous-famille des Pseudisolabiinae

Selon  Species File (14 février 2019) :
- sous-famille des Anisolabidinae Verhoeff, 1902
- sous-famille des Anophthalmolabidinae Steinmann, 1975
- sous-famille des Antisolabidinae Brindle, 1978
- sous-famille des Brachylabidinae Burr, 1908
- sous-famille des Cretolabiinae Engel & Haas, 2007 †
- sous-famille des Gonolabininae Popham & Brindle, 1966
- sous-famille des Idolopsalidinae Steinmann, 1975
- sous-famille des Isolabidinae Verhoeff, 1902
- sous-famille des Palicinae Burr, 1910
- sous-famille des Parisolabidinae Verhoeff, 1904
- sous-famille des Titanolabidinae Srivastava, 1982

## Liste des genres
Selon BioLib (14 février 2019) :
- genre Aborolabis Srivastava, 1969
- genre Anisolabella Zacher, 1911
- genre Anisolabis Fieber, 1853
- genre Antisolabis Burr, 1911
- genre Carcinophora Scudder, 1876
- genre Euborellia Burr, 1910
- genre Gonolabis Burr, 1900
- genre Isolabis Verhoeff, 1902
- genre Metisolabis Burr, 1910
- genre Parisolabis Verhoeff, 1904
- genre Parisopsalis Burr, 1914
- genre Titanolabis Burr, 1910
- genre Zacheria Steinmann, 1975

Selon Catalogue of Life (14 février 2019) :
- genre Aborolabis
- genre Africolabis
- genre Anisolabella
- genre Anisolabis
- genre Anophthalmolabis
- genre Antisolabis
- genre Brachylabis
- genre Canarilabis
- genre Capralabis
- genre Carcinophora
- genre Cretolabia †
- genre Ctenisolabis
- genre Epilabis
- genre Epilandex
- genre Euborellia
- genre Flexiolabis
- genre Foramenolabis
- genre Geracodes
- genre Gonolabina
- genre Gonolabis
- genre Heterolabis
- genre Idolopsalis
- genre Indolabis
- genre Isolabis
- genre Metalabis
- genre Metisolabis
- genre Neolabis
- genre Ornatolabis
- genre Paraflexiolabis
- genre Paratitanolabis
- genre Parisolabis
- genre Parisopsalis
- genre Platylabia
- genre Pterolabis
- genre Socotralabis
- genre Thekalabis
- genre Titanolabis
- genre Zacheria

Selon NCBI (14 février 2019) :
- genre Anisolabis
- genre Brachylabis
- genre Carcinophora
- genre Euborellia
- genre Gonolabis
- genre Parisolabis
- genre Parisopsalis
- genre Thekalabis
- genre Titanolabris